# Transactions of the Royal Society of Victoria
Transactions of the Royal Society of Victoria (abreviado Trans. Roy. Soc. Victoria) fue una revista ilustrada con descripciones botánicas que fue editada por la Royal Society of Victoria. Fueron publicados los volúmenes 1 al 6 desde 1888 hasta 1914. Fue precedida por Transactions and Proceedings of the Royal Society of Victoria.